# Lusace
 (avril 2018).
Si vous disposez d'ouvrages ou d'articles de référence ou si vous connaissez des sites web de qualité traitant du thème abordé ici, merci de compléter l'article en donnant les références utiles à sa vérifiabilité et en les liant à la section « Notes et références ».

Localisation de la Lusace en Europe centrale.

La Lusace (en allemand : Lausitz ; en polonais : Łużyce) est une région située à l'est de l’Allemagne et à l'ouest de la Pologne. Elle  s'étend sur le sud du land de Brandebourg et l’est de la Saxe, à l'ouest des voïvodies de Basse-Silésie et de Lubusz.
Son histoire remonte aux mouvements migratoires slaves au temps des grandes invasions.

## Toponymie
La région se nomme Lausitz en allemand, Łužica en haut sorabe, Łužyca en bas sorabe, Łużyce en polonais, Lužice en tchèque, Uůžyce en silésien, Lusatia en latin.
Le nom allemand du peuple slave ayant colonisé les abords de la Spree dans l'actuelle Basse-Lusace est composé du mot Sitz, siège, dans le sens de territoire des Luzici (Lusitzi (de)), du vieux sorabe Ług, marécage. De même, l'étymologie du nom Lužice en tchèque, donne fils des marécages
L'existence de ce peuple est documentée dans la  Descriptio civitatum et regionum ad septentrionalem plagam Danubii (« Description des cités et des régions au nord du Danube ») datant du IXe siècle attribuée au Geographus Bavarus.
La Lusace est toujours habitée par une minorité slave, les Sorabes, dont les ancêtres, les Milceni, s'installèrent dans la Haute-Lusace.

## Géographie
La Lusace couvre environ 13 000 km2 peuplés d'à peu près 1,3 million d'habitants, dont 350 000 dans la partie polonaise. Aujourd'hui, la Neisse de Lusace, affluent de l'Oder (ligne Oder-Neisse), sépare les parties allemande et polonaise.
On distingue deux parties : la Haute-Lusace, au sud, et la Basse-Lusace, au nord.
La Haute-Lusace est vallonnée ; elle jouxte au sud la Bohême (République tchèque), sa limite à l’est est la rivière Kwisa (en allemand, Queis) en Pologne.
La Basse-Lusace s'étend au nord-ouest jusqu'aux collines du Fläming en Brandebourg  et à la rivière Bóbr (en allemand, Bober) à l'est.
La limite entre la Haute- et la Basse-Lusace suit le cours de l'Elster Noire.

### Sous-régions

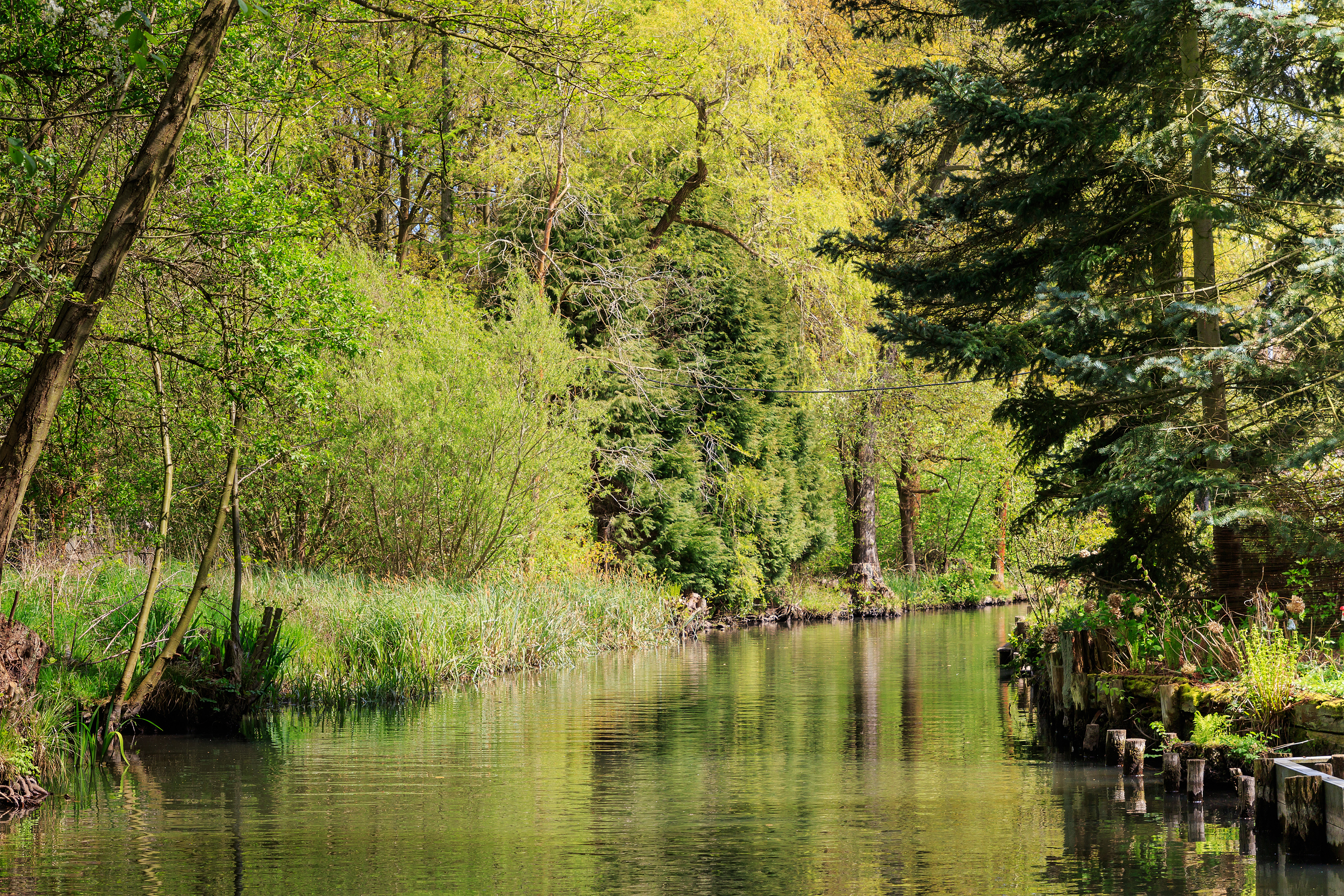
Dans la forêt de la Sprée.

- La « Spreewald », littéralement la « forêt de la Sprée », située à côté de Lübbenau, traversée par de nombreux cours d'eau. Cette région est réputée pour sa production agricole classée réserve de biosphère par l'Unesco.
- La « Lausitzer Seenkette », littéralement la « chaîne des lacs de Lusace », un paysage touristique composé  de lacs artificiels aménagés dans les années 1950 (Silbersee) et 1970 (Knappensee, Senftenberger See, Erikasee), suivis d'une vingtaine de lacs  et de canaux aménagés de 2002 à 2018 lors de la remise à l'état naturel des mines de charbon à ciel ouvert.
- Le « Lausitzer Heide- und Teichlandschaft », littéralement le paysage des landes et étangs de Lusace, région de tradition piscicole, comparable à la Dombes en France. Les plus anciens étangs datent du Moyen-Âge. De nos jours cette région héberge de nombreux animaux rares.

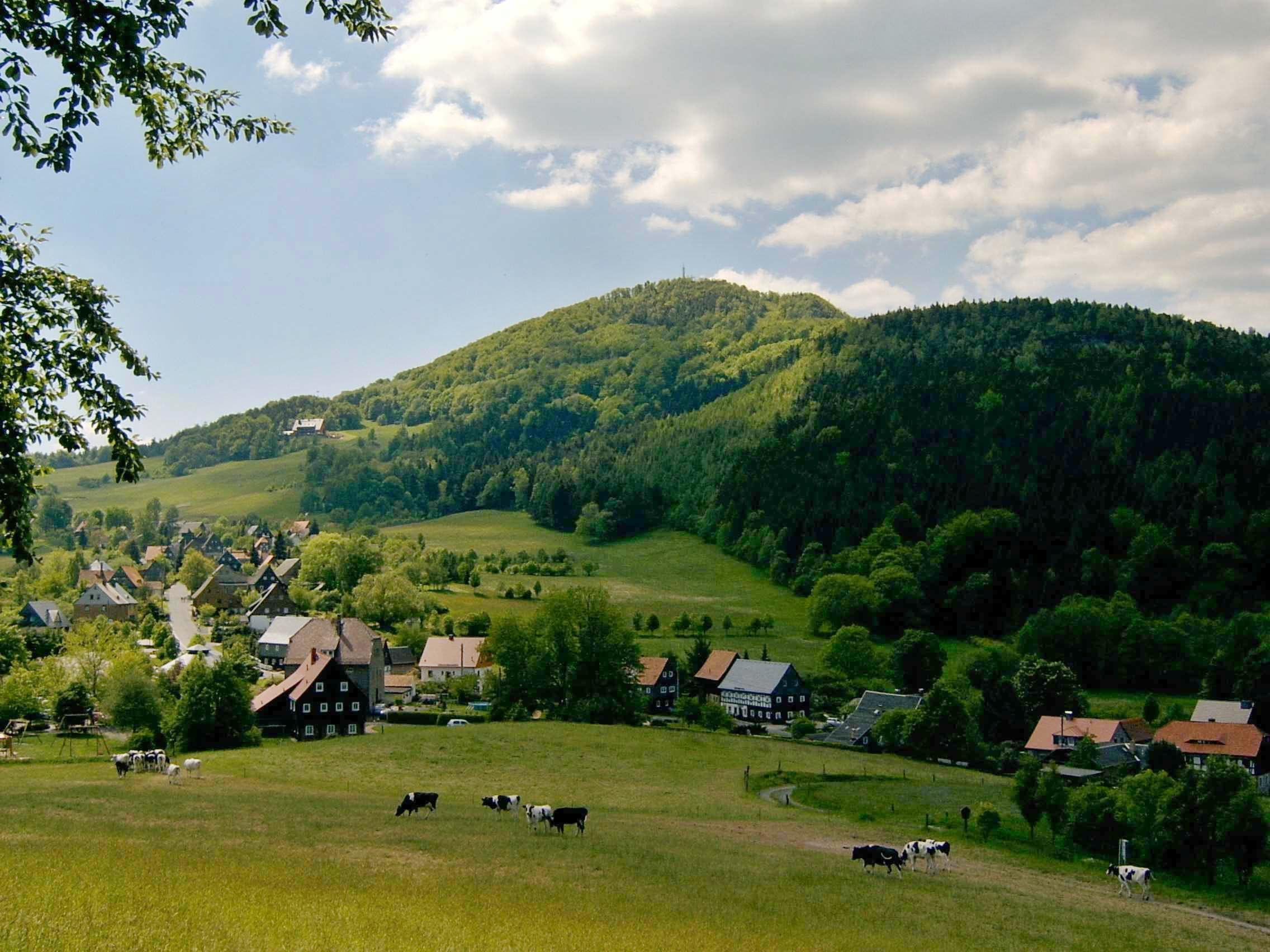
La Lausche dans les monts de Zittau.

- Au sud, le « Lausitzer Gebirge », littéralement les monts de Lusace, composé du massif de Zittau, et du massif de la Jizera (Isergebirge) à l'est sont des régions montagneuses, qui font partie des montagnes Sudètes occidentales. Le point culminant est la Lausche (Luž) d'une altitude de 793 m.

### Villes et villages
Les villes les plus importantes de la Haute-Lusace sont les six cités historiques de Bautzen, Görlitz/Zgorzelec, Lubań (Lauban), Zittau, Löbau et Kamenz ; de plus Bischofswerda, Niesky, Hoyerswerda,Weißwasser et Bad Muskau.
En Basse-Lusace se trouvent Cottbus, Calau, Eisenhüttenstadt (précédemment Fürstenberg), Guben/Gubin, Forst, Luckau, Finsterwalde, Senftenberg et Spremberg.
Dans la forêt de la Sprée (Spreewald), ce sont Vetschau, Lübben et Lübbenau.
Au sud, près de la Bohème, on trouve aussi quelques grands villages, spécialisés dans la fabrication des vêtements. Dans cette région se trouvent des bâtiments en bois représentatifs de l'architecture locale traditionnelle (Umgebindehaus). Les villages les plus importants sont Großschönau, Ebersbach, Oppach, Sohland an der Spree et Wehrsdorf. Quelques manoirs et châteaux se visitent ou sont transformés en hôtels, comme le château de Lübbenau.

## Histoire

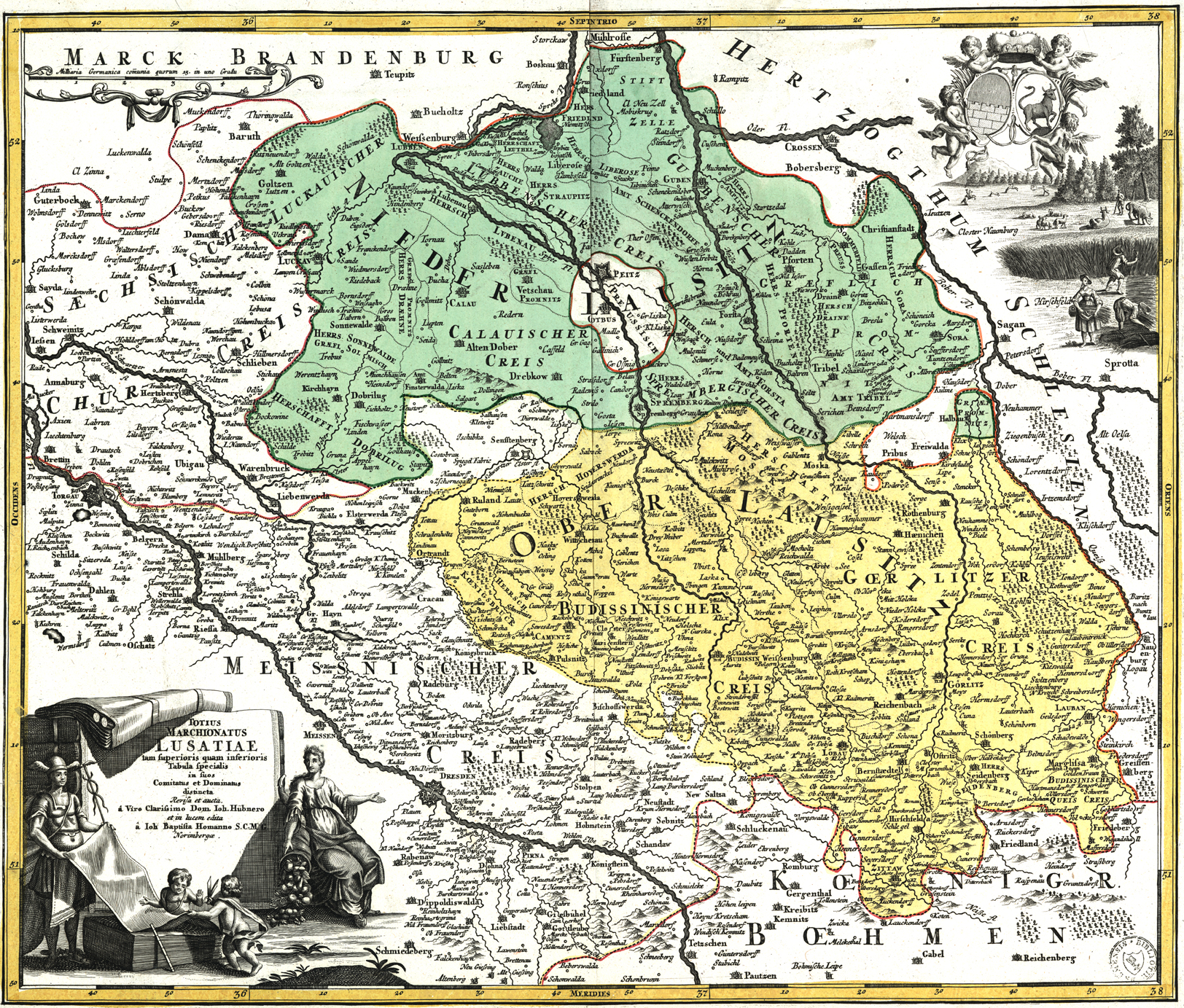
Carte du XVIIIe siècle présentant la Basse-Lusace (en vert) et la Haute-Lusace (en jaune).

La culture lusacienne préhistorique doit son nom à la Lusace, selon les premières découvertes archéologiques; néanmoins son aire géographique couvre une région plus étendue, de l'est de l'Allemagne à l'ouest de l'Ukraine, en passant par la Pologne, la République tchèque et la Slovaquie. Présente à la fin de l'âge du bronze et au début de l'âge du fer, elle couvre les périodes III à V du schéma chronologique du nord de l'Europe.
À l'époque des grandes migrations l'ancien peuple germanique des Hermundures occupèrent la Lusace, mais en grande partie émigrant vers la Thuringe plus tard, tandis que les tribus slaves s'installaient dans la région. Au Xe siècle, la population a été exposée aux conquêtes allemandes et polonaises. Par le traité de Bautzen signé en 1018, la marche de Lusace (Basse-Lusace) et le pays des Milceni (Haute-Lusace) reviennent au duc Boleslas Ier de Pologne; en 1031 les territoires tombent définitivement sous le pouvoir du Saint-Empire romain germanique. À partir de 1348, les deux Lusaces faisaient partie des pays de la couronne de Bohême.
Au cours de la colonisation germanique de l'Europe orientale (Ostsiedlung), les Germains se transférèrent dans les territoires peuplés de populations slaves. Les Sorabes, bien qu'ils soient minoritaires, ont conservé leur langue sorabe et leur culture nationale.
La paix de Prague (1635), paix séparée entre les Impériaux et les « alliés protestants » de Saxe en conflit dans le cadre de la Guerre de Trente ans, reconnait à celle-ci la possession des Haute-Lusace et Basse-Lusace.
Le prince Xavier de Saxe (1730-1806), oncle de Louis XVI et autres monarques européens, porta dès son arrivée en France le titre de courtoisie de comte de Lusace par souci d'étiquette. Ce titre lui sera officialisé en 1777, et son épouse et leurs enfants porteront dès lors les titres de comtes et comtesses de Lusace en même temps que leur naturalité française, et ce jusqu'à leur inscription sur la liste des émigrés en mai 1792. Leurs biens non vendus pendant la Révolution française leur furent rendus par l'empereur Napoléon Ier en 1803, et ils reprirent leurs titres de comtes et comtesses de Lusace jusqu'à leurs morts.

## Cristal de Lusace
La région (spécialement Weißwasser) est renommée pour son cristal (en allemand : « Lausitzer Kristall », orthographié « Lausitzer Crystal »).

## Armoiries

Basse-Lusace d'argent au bœuf rampant de gueules sur une terrasse de sinople Différences entre dessin et blasonnement : la queue d'un bœuf est pendante.
Basse-Lusace (variante) d'argent au bœuf rampant de gueules
Haute-Lusace coupé crénelé d'azur et d'or

## Châteaux de Lusace

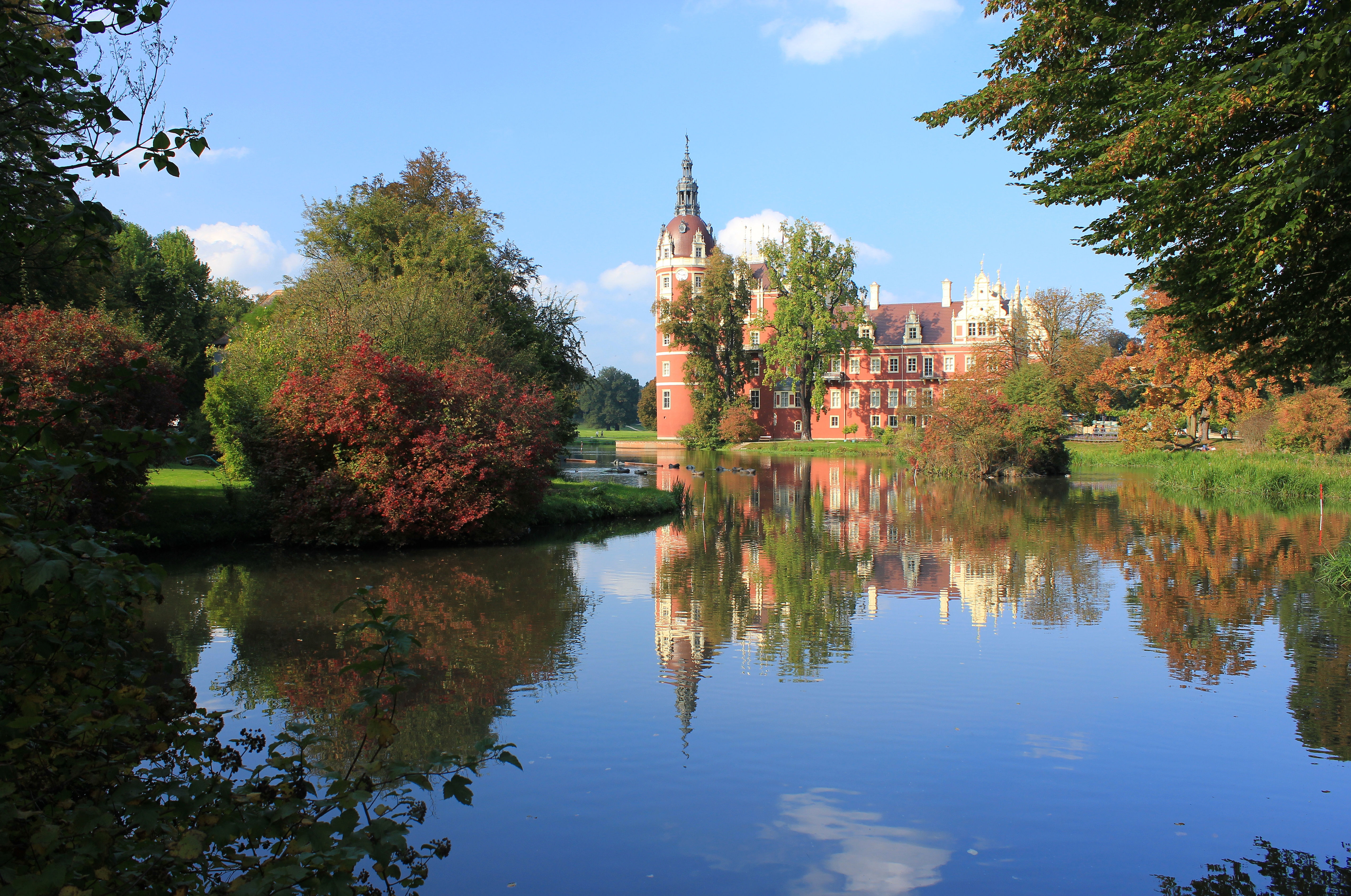
Le parc de Muskau.

- Château d'Altdöbern
- Château de Großkmehlen
- Château de Hohenbocka
- Château de Joachimstein
- Château de Lindenau
- Château de Lipsa
- Château de Lübbenau
- Manoir de Mallenchen
- Manoir de Schwarzbach (Lusace)
- Château de Senftenberg
- Château de Tauchritz
- Château de Vetschau
- Château de Zinnitz